# سیارک ۲۳۱۷۲
سیارک ۲۳۱۷۲ (به انگلیسی: 23172 Williamartin، نامگذاری:2000HU22) بیست و سه هزار و صد و هفتاد و دومین سیارک کشف شده‌است که در ۲۹ آوریل ۲۰۰۰ کشف شد.
قدر مطلق سیارک برابر ۹.۳ است.